# Drusa (botànica)

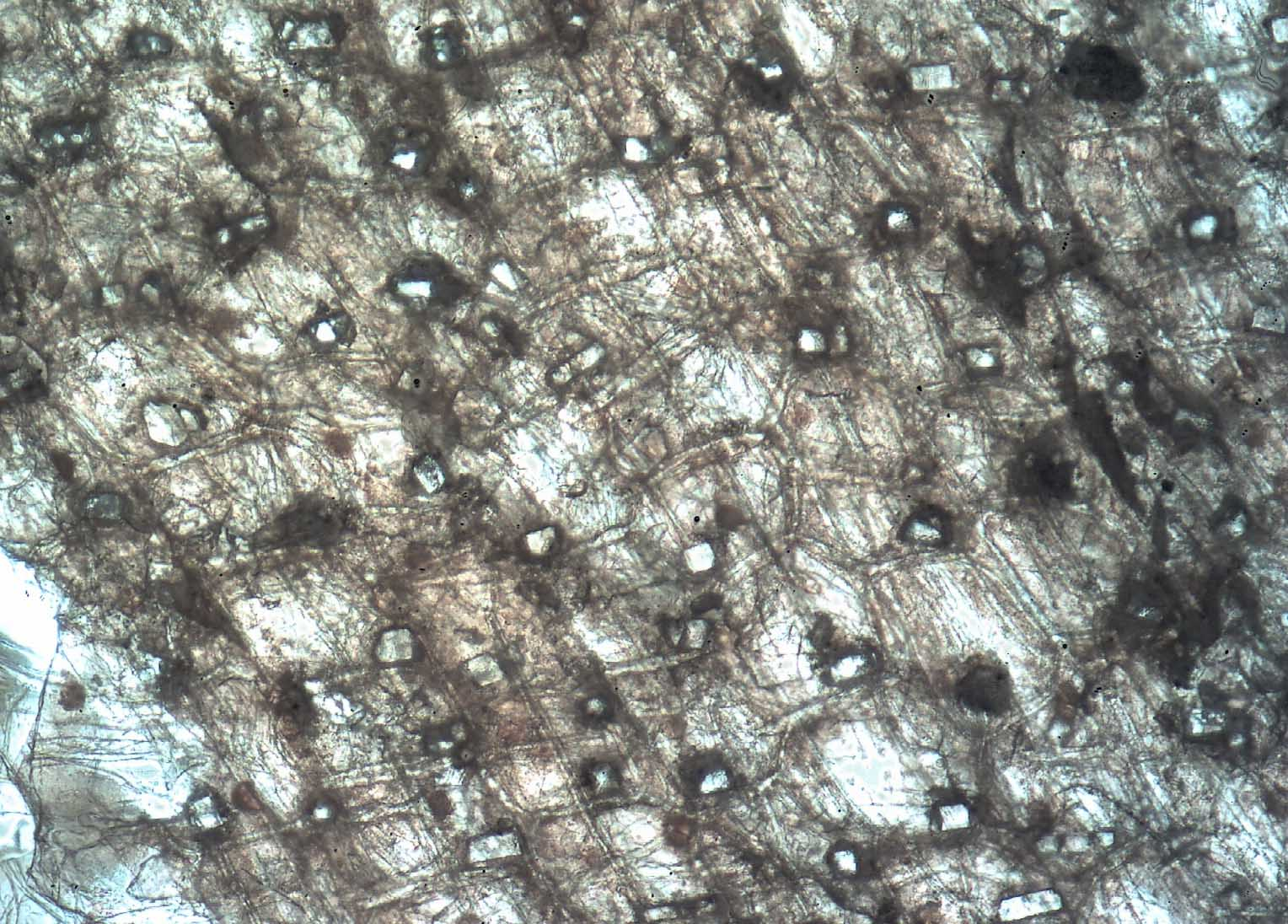
Druses en les escates de la ceba (100x)

Les druses són grups de cristalls d'oxalat de calci, silicats o carbonats presents en les plantes. Els cristalls d'oxalat de calci (Ca(COO)₂, CaOx) es troben en les algues, angiospermes i gimnospermes en un total de més de 215 famílies. Aquestes plantes acumulen oxalat en un rang del 3%-80% (w/w) del seu pes sec a través d'un procés de biomineralització en una varietat de formes. Les Araceae tenen nombroses druses, druses multi-cristall i en forma d'agulla: rafidis, que són cristalls de CaOx presents en els teixits. Les drusa també es troben en les fulles i en les escates de Prunus, Roses, Allium, Vitus, Morus i Phaseolus. Les substàncies tòxiques de les druses es creu que són un sistema de prevenció dels herbívors.